# Andrew James West
 (juillet 2010).
Si vous disposez d'ouvrages ou d'articles de référence ou si vous connaissez des sites web de qualité traitant du thème abordé ici, merci de compléter l'article en donnant les références utiles à sa vérifiabilité et en les liant à la section « Notes et références ».
Pour les articles homonymes, voir James et West.
Andrew James West, né  22 novembre 1983 est un acteur américain.
Sa carrière débute en 2008, lorsqu'il décroche un rôle pour quatre épisodes dans la saison 1 de la série télévisée Privileged diffusée sur la CW.
En 2009, il apparaît dans la série Greek sous les traits de Fisher, et a joué dans Rockville CA, une mini-série sur le monde de la musique, composée de webisodes et réalisée par l'illustre Josh Schwartz (Newport Beach, Chuck, Gossip Girl).
Depuis 2009, il a pour compagne l'actrice, Amber Stevens, rencontrée sur le tournage de Greek. Après s'être fiancés en août 2013, ils se sont mariés le 5 décembre 2014 à Los Angeles.

## Filmographie

### Télévision
- 2008 : Rita Rocks  : Craiger (Saison, épisode 4)
- 2008 : Privileged  : Max (4 épisodes)
- 2009 : Greek  : Fisher (12 épisodes)
- 2009 : Rockville CA  : Hunter (Saison 1)
- 2009 : Bones : Josh Parsons (Saison 5, épisode 6)
- 2009 : Les Experts : Manhattan  : Johnny Cook (Saison 6, épisode 21)
- 2009 : Ghost Whisperer  : Jake Olmstead (Saison 5, épisode 10)
- 2010 : Who Gets The Parents ?  : Mitch Fiddleman (Saison 1, Pilote)
- 2010 : Nip/Tuck  : Christian (jeune) (Saison 6, épisode 1)
- 2012 : Castle  : Keith Blue (Saison 5, épisode 7)
- 2014 : The Walking Dead  : Gareth (4 épisodes)
- 2015 : Under The Dome  : Pete BlackWell (Saison 3)
- 2016 : Dead of Summer : Un été maudit  : Damon Crowley (Saison 1)
- 2017 -  2018 : Once Upon a Time : Henry Mills (adulte)